# Ihtiman Hook
Der Ihtiman Hook (englisch; bulgarisch Ихтиманска коса Ichtimanska kossa) ist eine 700 m lange und geröllige Nehrung an der Nordküste der Burgas-Halbinsel auf der Livingston-Insel im Archipel der Südlichen Shetlandinseln. Sie liegt 2,8 km ostnordöstlich des Rila Point, 5,9 km westlich des Renier Point und 1,5 km südlich von Half Moon Island am Südrand der Mugla-Passage in der Moon Bay.
Bulgarische Wissenschaftler kartierten sie im Zuge der Vermessung der Tangra Mountains zwischen 2004 und 2005 sowie nochmals 2009. Die bulgarische Kommission für Antarktische Geographische Namen benannte sie 2009 nach der Stadt Ichtiman im Westen Bulgariens.